# 帕爾森氏變色龍
帕爾森氏變色龍（學名：Calumma parsonii），又稱國王變色龍，是世界上體型最大的變色龍，也是馬達加斯加的特有種，分布在島上東部和北部偏遠潮濕原始森林。

## 尺寸
帕爾森氏變色龍是世界最重(但不是最長的變色龍)，雄性的總長度包括尾巴可達68厘米（27英寸），大約相當於一隻貓的大小(另一亞種的雄性則只有47公分)。兩個亞種的雌性都比雄性小，整體呈綠色、黃色或褐色（通常略呈橙色)。

## 生命周期
帕爾森氏變色龍是壽命最長的變色龍物種之一，雄性最少可生存至9歲，雌性為8歲。 牠們可以在圈養條件下達到超長的壽命。野外壽命估計為10至12年，圈養下為20年(但如不適應則一年內會死亡)。
因身型龐大，牠們不但捕食大型昆蟲，也會捕食小鳥和小型哺乳動物。
帕爾森變色龍的雌性每窩產下多達50個蛋；卵可能需要長達兩年的時間才能孵化(期間需有春雨的刺激)。雌性的生殖週期只允許每兩年產一次卵。 